# Matilde di Wittelsbach
Matilde di Wittelsbach (in tedesco Mechthild von Wittelsbach) (12 luglio 1532 – Baden-Baden, 2 novembre 1565) fu una nobile bavarese.

## Biografia
Era figlia di Guglielmo IV di Baviera, duca di Baviera dal 1508 al 1550, e di Maria Giacomina di Baden.
Sposò a Ratisbona nel 1557 Filiberto, margravio di Baden-Baden dal 1536 al 1569.
Suo marito aveva ereditato dal padre Bernardo III il titolo, il quale a sua volta aveva diviso con i fratelli i territori del padre Cristoforo I di Baden.
Matilde diede alla luce quattro figli:
- Giacoba (16 gennaio 1558 - 3 settembre 1597, uccisa a Düsseldorf), fu la prima moglie del duca Giovanni Guglielmo di Jülich-Kleve-Berg;

- Filippo II (19 febbraio 1559 - 17 giugno 1588), successe al padre come margravio di Baden-Baden;
- Anna Maria (22 maggio 1562 - 25 aprile 1583), sposò Guglielmo di Rosenberg;
- Maria Salomé (1 febbraio 1563 - 30 aprile 1600), sposò il langravio Giorgio IV Ludovico di Leuchtenberg.
- un figlio (nato e morto il 31 ottobre 1565).

## Ascendenza
|                              |                           |                                     | Genitori                                |  |  | Nonni |  |  | Bisnonni                  |  |  | Trisnonni                     |  |
|                              |                           |                                     |                                         |  |  |       |  |  | 8. Alberto III di Baviera |  |  | 16. Ernesto di Baviera-Monaco |  |
|                              |                           |                                     |                                         |  |  |       |  |  | 8. Alberto III di Baviera |  |  | 16. Ernesto di Baviera-Monaco |  |
|                              |                           | 17. Elisabetta Visconti             |                                         |  |  |       |  |  | 8. Alberto III di Baviera |  |  |                               |  |
| 4. Alberto IV di Baviera     |                           |                                     |                                         |  |  |       |  |  | 8. Alberto III di Baviera |  |  |                               |  |
|                              |                           | 9. Anna di Braunschweig-Grubenhagen | 18. Erich I di Braunschweig-Grubenhagen |  |  |       |  |  |                           |  |  |                               |  |
|                              |                           | 9. Anna di Braunschweig-Grubenhagen | 18. Erich I di Braunschweig-Grubenhagen |  |  |       |  |  |                           |  |  |                               |  |
|                              |                           | 9. Anna di Braunschweig-Grubenhagen | 19. Elisabetta di Brunswick-Göttingen   |  |  |       |  |  |                           |  |  |                               |  |
| 2. Guglielmo IV di Baviera   |                           | 9. Anna di Braunschweig-Grubenhagen |                                         |  |  |       |  |  |                           |  |  |                               |  |
|                              |                           | 10. Federico III d'Asburgo          | 20. Ernesto I d'Asburgo                 |  |  |       |  |  |                           |  |  |                               |  |
|                              |                           | 10. Federico III d'Asburgo          | 20. Ernesto I d'Asburgo                 |  |  |       |  |  |                           |  |  |                               |  |
|                              |                           | 10. Federico III d'Asburgo          | 21. Cimburga di Masovia                 |  |  |       |  |  |                           |  |  |                               |  |
| 5. Cunegonda d'Austria       |                           | 10. Federico III d'Asburgo          |                                         |  |  |       |  |  |                           |  |  |                               |  |
|                              |                           | 11. Eleonora d'Aviz                 | 22. Edoardo del Portogallo              |  |  |       |  |  |                           |  |  |                               |  |
|                              |                           | 11. Eleonora d'Aviz                 | 22. Edoardo del Portogallo              |  |  |       |  |  |                           |  |  |                               |  |
|                              |                           | 11. Eleonora d'Aviz                 | 23. Eleonora di Trastámara              |  |  |       |  |  |                           |  |  |                               |  |
| 1. Matilde di Wittelsbach    |                           | 11. Eleonora d'Aviz                 |                                         |  |  |       |  |  |                           |  |  |                               |  |
|                              | 12. Cristoforo I di Baden | 24. Carlo I di Baden                |                                         |  |  |       |  |  |                           |  |  |                               |  |
|                              | 12. Cristoforo I di Baden | 24. Carlo I di Baden                |                                         |  |  |       |  |  |                           |  |  |                               |  |
|                              | 12. Cristoforo I di Baden | 25. Caterina d'Austria              |                                         |  |  |       |  |  |                           |  |  |                               |  |
| 6. Filippo I di Baden        | 12. Cristoforo I di Baden |                                     |                                         |  |  |       |  |  |                           |  |  |                               |  |
|                              |                           | 13. Ottilia di Katzenelnbogen       | 26. Filippo II di Katzenelnbogen        |  |  |       |  |  |                           |  |  |                               |  |
|                              |                           | 13. Ottilia di Katzenelnbogen       | 26. Filippo II di Katzenelnbogen        |  |  |       |  |  |                           |  |  |                               |  |
|                              |                           | 13. Ottilia di Katzenelnbogen       | 27. Ottilia di Nassau-Dillenburg        |  |  |       |  |  |                           |  |  |                               |  |
| 3. Maria Giacomina di Baden  |                           | 13. Ottilia di Katzenelnbogen       |                                         |  |  |       |  |  |                           |  |  |                               |  |
|                              |                           | 14. Filippo del Palatinato          | 28. Ludovico IV del Palatinato          |  |  |       |  |  |                           |  |  |                               |  |
|                              |                           | 14. Filippo del Palatinato          | 28. Ludovico IV del Palatinato          |  |  |       |  |  |                           |  |  |                               |  |
|                              |                           | 14. Filippo del Palatinato          | 29. Margherita di Savoia                |  |  |       |  |  |                           |  |  |                               |  |
| 7. Elisabetta del Palatinato |                           | 14. Filippo del Palatinato          |                                         |  |  |       |  |  |                           |  |  |                               |  |
|                              |                           | 15. Margherita di Baviera-Landshut  | 30. Ludovico IX di Baviera-Landshut     |  |  |       |  |  |                           |  |  |                               |  |
|                              |                           | 15. Margherita di Baviera-Landshut  | 30. Ludovico IX di Baviera-Landshut     |  |  |       |  |  |                           |  |  |                               |  |
|                              |                           | 15. Margherita di Baviera-Landshut  | 31. Amalia di Sassonia                  |  |  |       |  |  |                           |  |  |                               |  |
|                              |                           | 15. Margherita di Baviera-Landshut  |                                         |  |  |       |  |  |                           |  |  |                               |  |